# Rodgersia
Rodgersia es un género de plantas de flores de la familia Saxifragaceae.   
Son plantas herbáceas perennes.

## Especies seleccionadas
- Rodgersia aesculifolia
- Rodgersia henrici
- Rodgersia pinnata
- Rodgersia podophylla
- Rodgersia sambucifolia

- Datos: Q251701
- Multimedia: Rodgersia / Q251701
- Especies: Rodgersia